# 努瓦耶圣马丹
努瓦耶圣马丹（法語：Noyers-Saint-Martin，法語發音：[nwaje sɛ̃ maʁtɛ̃]）是法国瓦兹省的一个市镇，属于克莱蒙区。

## 地理
努瓦耶圣马丹（49°33'10"N, 2°15'43"E）面积13.27 平方千米，位于法国上法蘭西大區瓦兹省，该省份为法国北部内陆省份，北起索姆省，西接厄尔省和滨海塞纳省，南至塞纳-马恩省和瓦兹河谷省，东临埃纳省。
与努瓦耶圣马丹接壤的市镇（或旧市镇、城区）包括：比康、康普勒米、布雷什河畔蒙特勒伊、努瓦雷蒙、布雷什河畔勒伊、圣昂德雷法里维莱尔、圣厄苏瓦、蒂约。

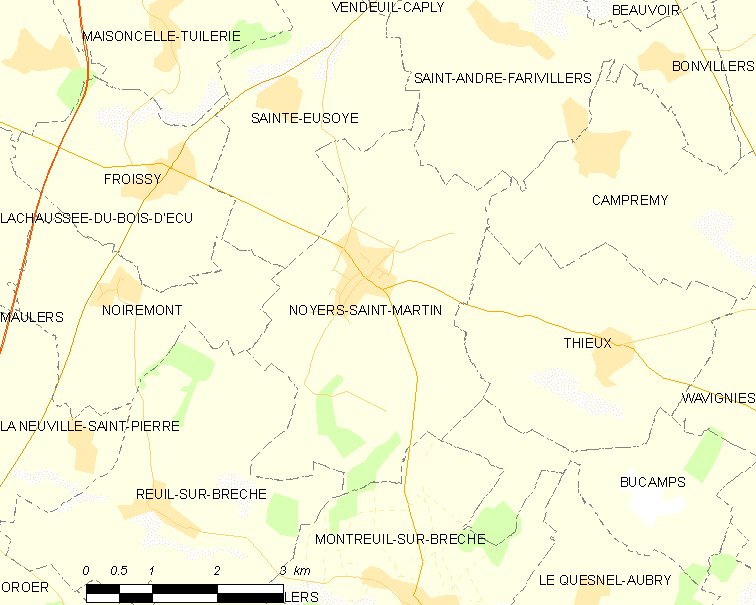
努瓦耶圣马丹的OSM定位图

努瓦耶圣马丹的时区为UTC+01:00、UTC+02:00（夏令时）。

## 行政
努瓦耶圣马丹的邮政编码为60480，INSEE市镇编码为60470。

## 政治
努瓦耶圣马丹所属的省级选区为圣瑞斯特昂绍塞县。

## 人口

1962-2008年间努瓦耶圣马丹人口变化图示

努瓦耶圣马丹于2022年1月1日时的人口数量为892人。